# Kłodzki
Kłodzki là một huyện thuộc tỉnh Dolnośląskie của Ba Lan. Huyện có diện tích 1642 km². Đến ngày 1 tháng 1 năm 2011, dân số của huyện là 162755 người và mật độ 99 người/km².

## Phân khu hành chính
Huyện bao gồm 14 khu dân cư.
- Các đô thị: Duszniki-Zdrój, Kłodzko, Kudowa-Zdrój, Nowa Ruda, Polanica-Zdrój
- Đô thị-nông thôn: Bystrzyca Kłodzka, Lądek-Zdrój, Międzylesie, Radków, Stronie ląskie, Szczytna
- Các xã nông thôn: Kłodzko, Lewin Kłodzki, Nowa Ruda

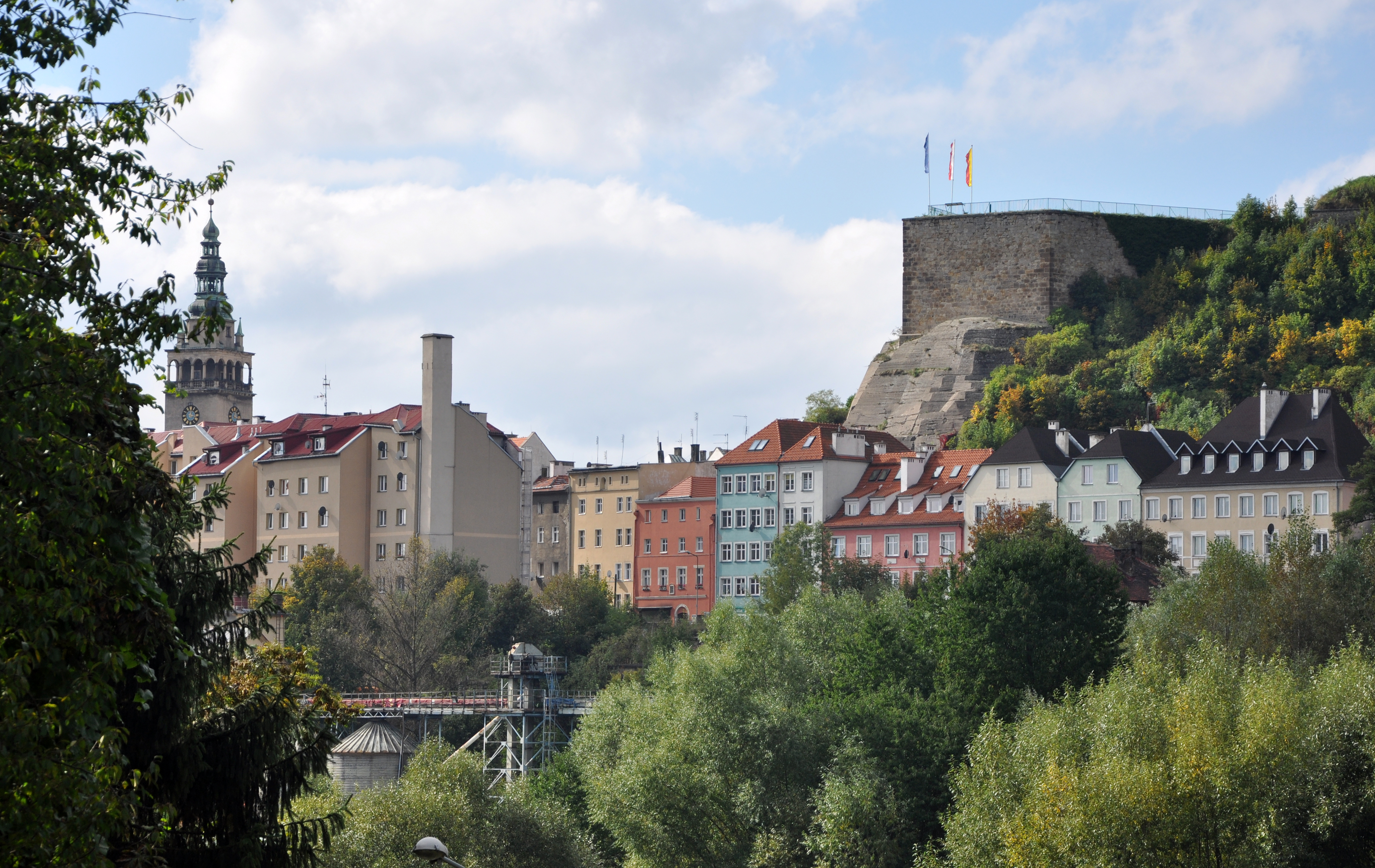
Kłodzko
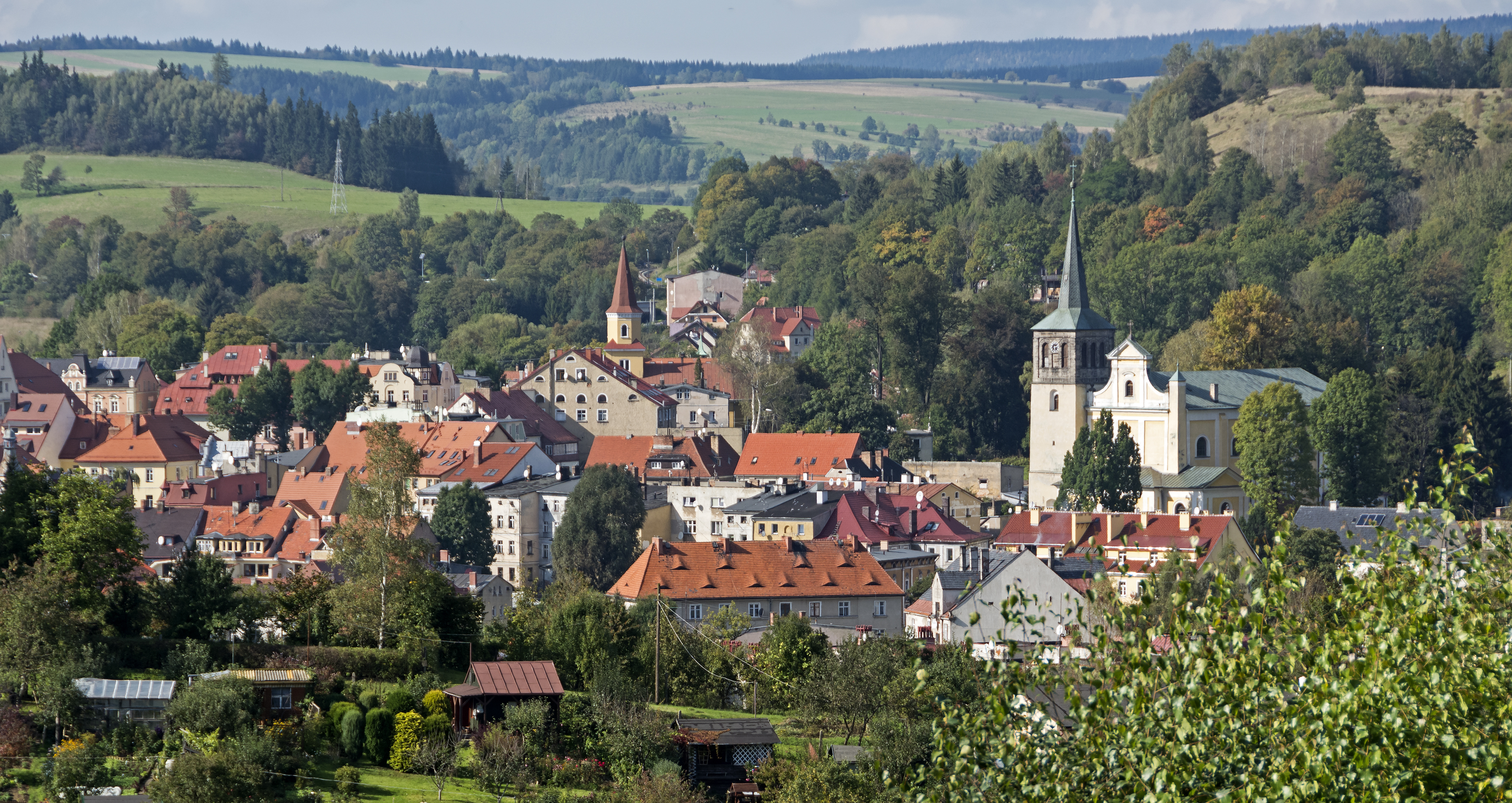
Duszniki-Zdrój
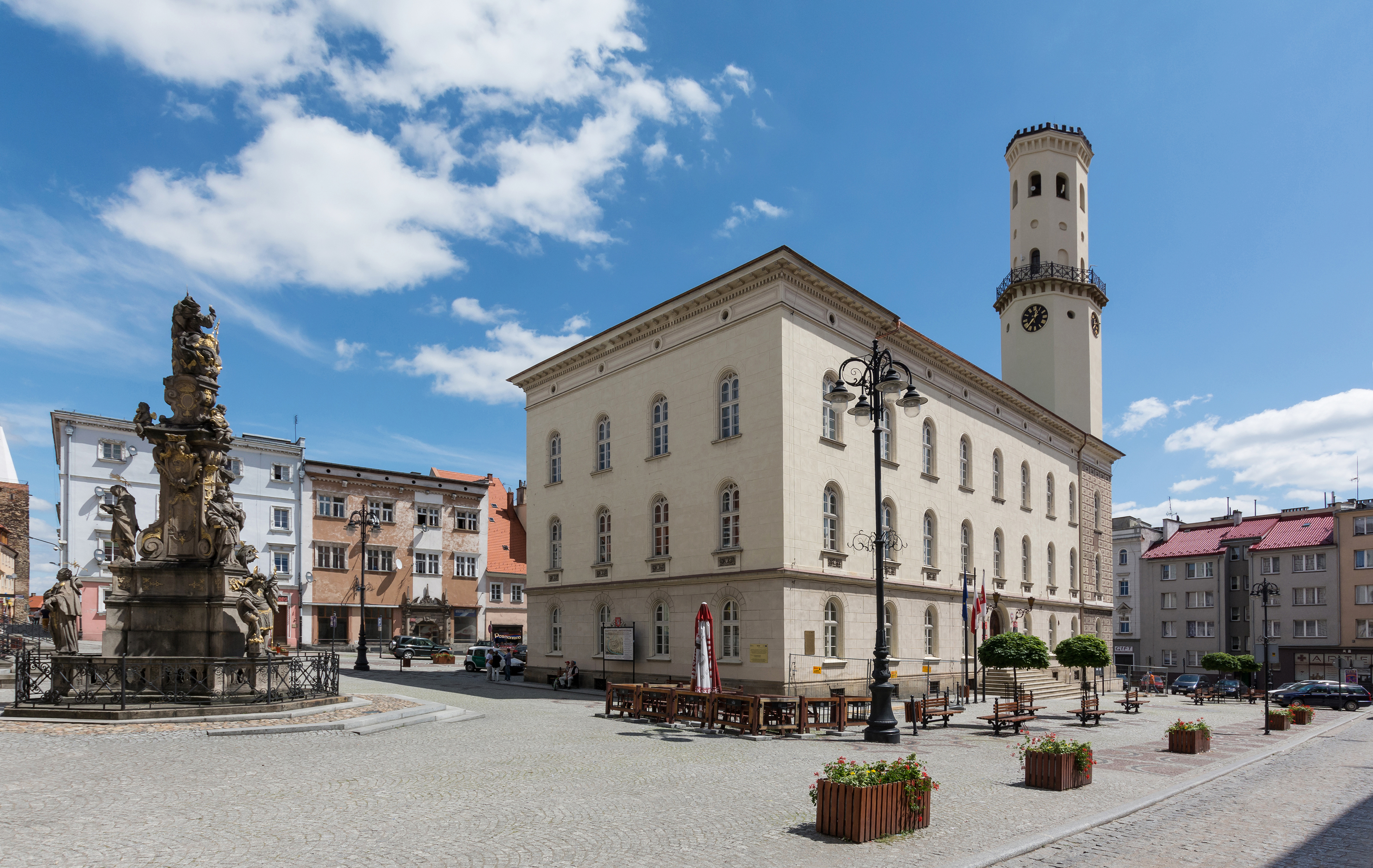
Bystrzyca Kłodzka
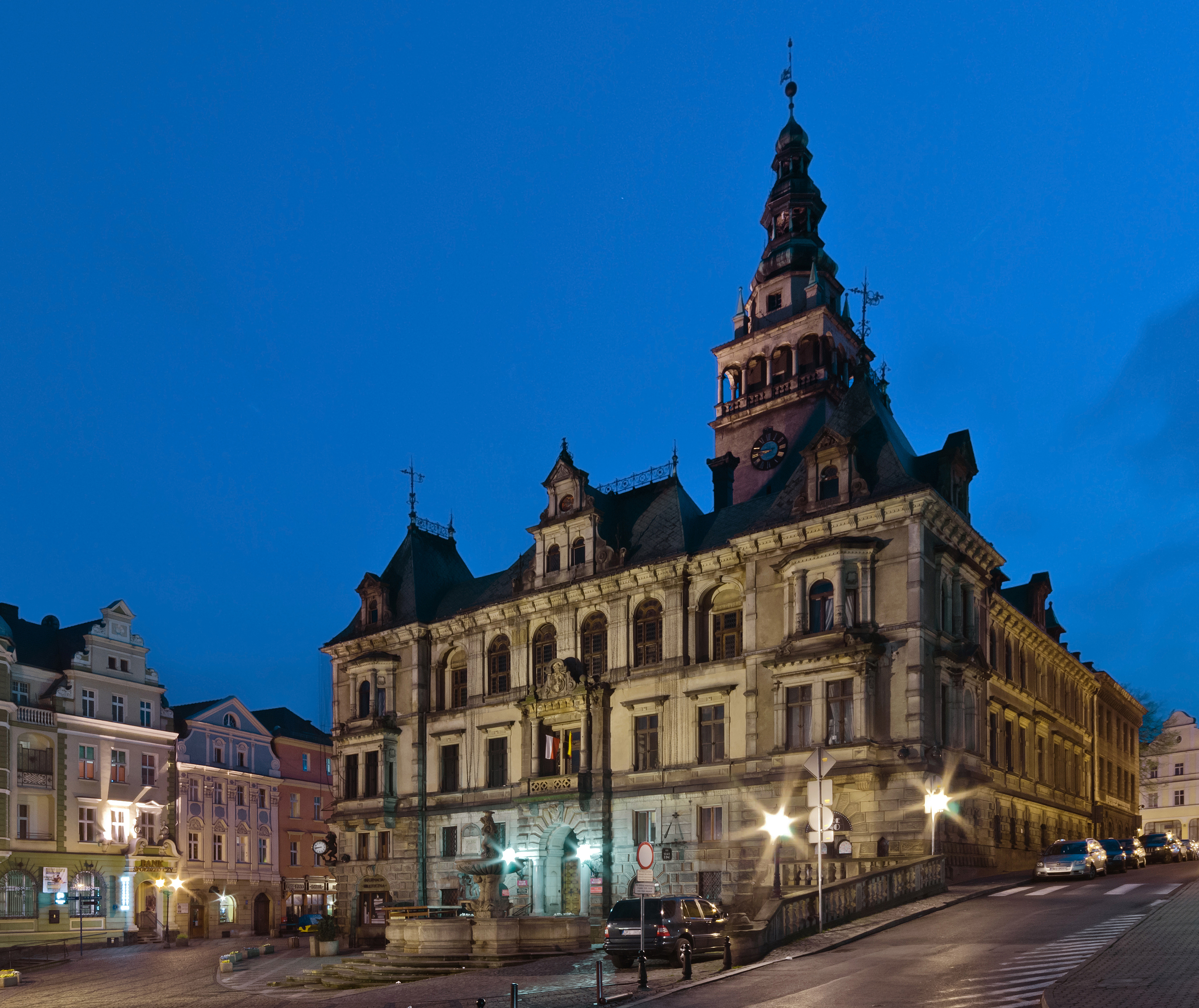
Kłodzko
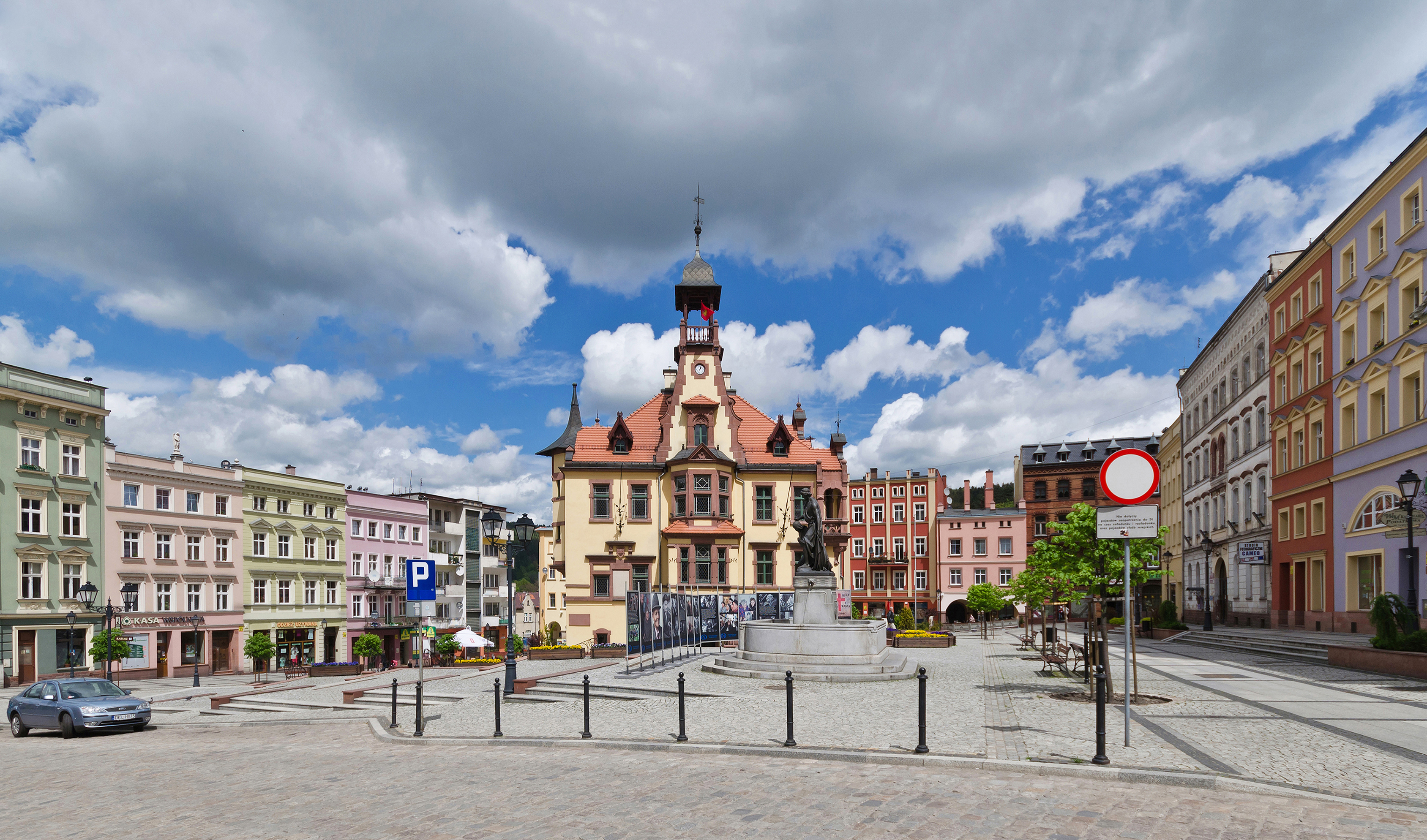
Nowa Ruda
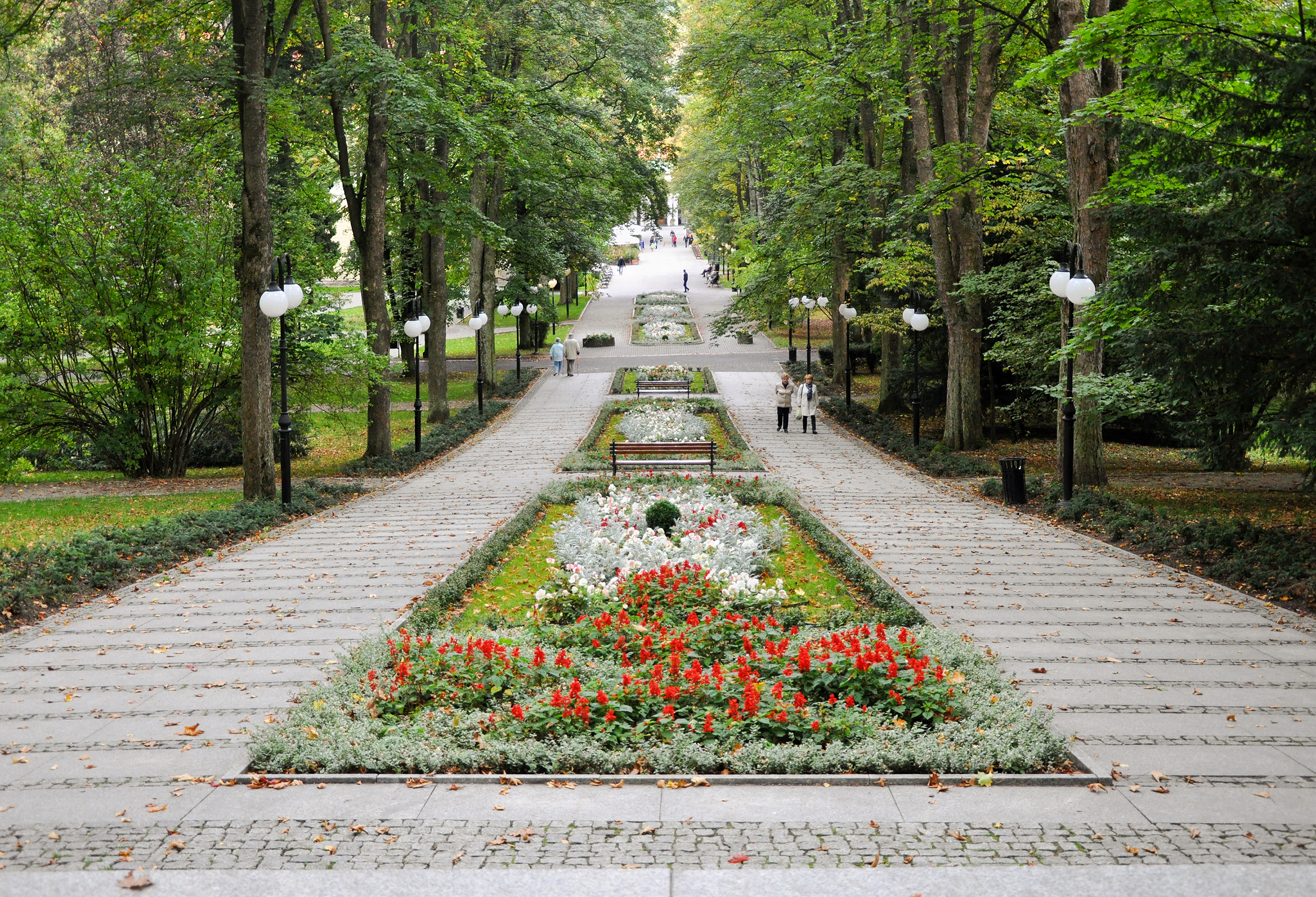
Polanica-Zdrój